# Aspidistra dolichanthera
Aspidistra dolichanthera là một loài thực vật có hoa trong họ Măng tây. Loài này được X.X.Chen mô tả khoa học đầu tiên năm 1982.